# سینمای قزاقستان

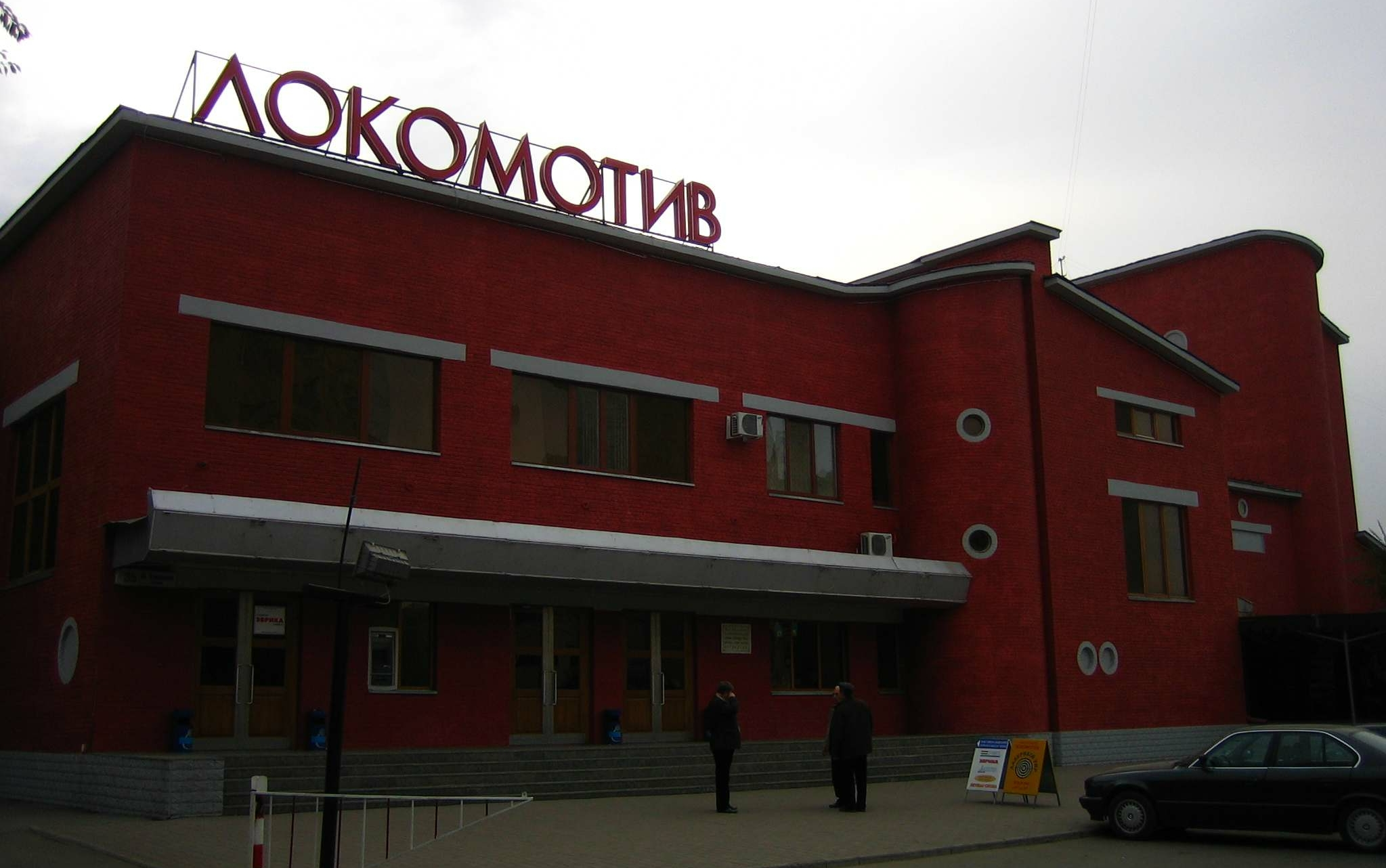
سینما لکوموتیو در آق‌تپه قدیمی‌ترین سینمای قزاقستان که در ۱۹۲۸ بنا شد.

سینمای قزاقستان (انگلیسی: Cinema of Kazakhstan) به تاریخ سینمای این کشور در زمان اتحاد جماهیر شوروی و سپس استقلال آن، بدنه سینمایی قزاقستان، جشنواره‌های سینمایی و تولید فیلم‌های مشترک اشاره دارد.
پیشینه سینمای قزاقستان در زمان اتحاد جماهیر شوروی قابل تأمل است. آلماتی در آن زمان مرکزی برای مستندسازی و فیلم‌های تبلیغاتی شوروی بود. با این همه اولین فیلم بلند تولید سینمای قزاقستان آمانگدلی نام داشت که محصول سال ۱۹۳۹ بود. اگرچه این فیلم در جغرافیای لنینگراد ساخته شده بود.
در سال‌های آخر جنگ نیز چندین فیلم مهم نظیر ایوان مخوف ساخته سرگئی آیزنشتاین در قزاقستان ساخته شدند. اما پس از جنگ جهانی دوم صنعت فیلم در قزاقستان تقویت شد. بسیاری از استودیوهای بزرگ فیلم‌سازی شوروی مانند موس‌فیلم، در شهرهای مختلف قزاقستان شعبه ایجاد کردند. مؤسسه سینمایی گراسیموف که بعدها به دانشگاه دولتی سینمایی روسیه تغییر نام داد، نیز برای مدتی در طول جنگ جهانی دوم به آلمانی منتقل شد.
شاخص‌ترین فیلمساز این دوران شاکن آیمانوف است که به پدر سینمای قزاقستان مشهور است. او بین سال‌های ۱۹۵۴ تا زمان مرگش در ۱۹۷۰، ۱۱ فیلم به زبان قزاقی ساخت.

## موج جدید سینمای قزاقستان
در دوران پرسترویکا در اتحاد جماهیر شوروی، موج جدیدی از فیلم‌سازان جوان قزاق به بدنه سینمایی این کشور تزریق شدند. مهمترین چهره این دوره رشید نوگمانوف است. فیلم او با عنوان سوزن محصول ۱۹۸۸ سرآغاز موج جدیدی در سینمای قزاقستان شد.
در سال‌های بعدی تیمور بکمامبتوف مهمترین چهره سینمای قزاقستان بوده‌است که شهرتی جهانی بدست آورد و در هالیوود نیز آثاری مانند آرنا (۲۰۰۱)، تحت تعقیب (۲۰۰۸)، آبراهام لینکلن: شکارچی خون‌آشام (۲۰۱۲) و بن هور (۲۰۱۶) را کارگردانی کرد.
عادل‌خان یرژانف دیگر فیلم‌ساز مهم سال‌های اخیر سینمای قزاقستان است. فیلم بی‌تفاوتی ملایم جهان ساخته او در جشنواره کن ۲۰۱۸ حضور داشت.

## فیلم‌هایی که تمام یا بخشی از آن در قزاقستان فیلم‌برداری شدند

یادداشت‌های هم‌آوازی ۲۰۱۳

- جاده (۲۰۰۱)
- خانه‌به‌دوش (۲۰۰۵)
- مغول (۲۰۰۷)
- سیگار کشیدن ممنوع (۲۰۰۷)
- یادداشت‌های هم‌آوازی (۲۰۱۳)
- آیکا (۲۰۱۸)
- بی‌تفاوتی ملایم جهان (۲۰۱۸)

## جایزه‌ها و جشنواره‌های سینمایی

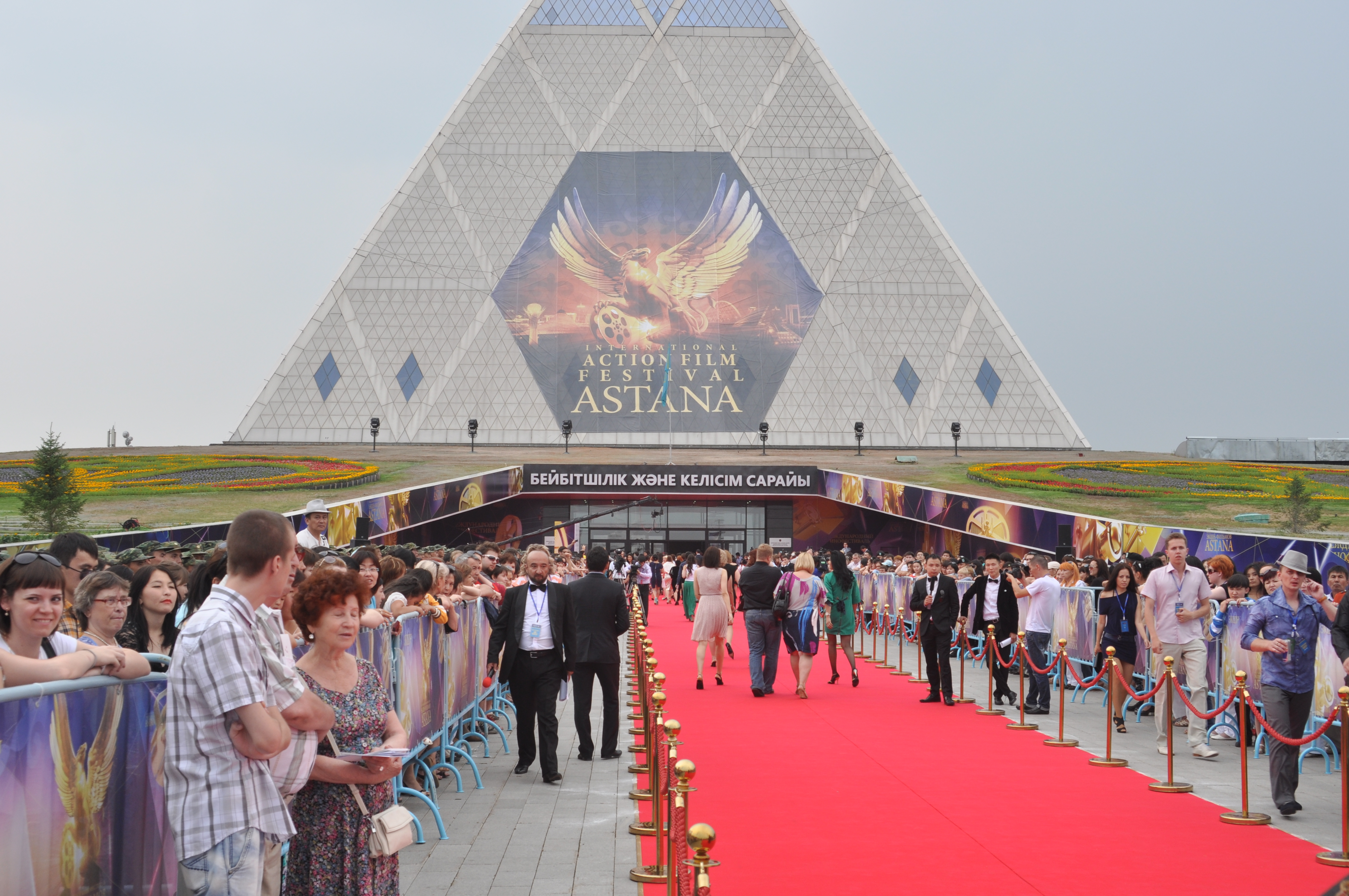
مراسم فرش قرمز جشنواره بین‌المللی فیلم اکشن آستانه

جشنواره بین‌المللی فیلم اکشن آستانه (International Astana Action Film Festival) که از سال ۲۰۱۰ تأسیس شده مهمترین جشنواره غیررقابتی در قزاقستان و منطقه محسوب می‌شود. رئیس و بنیانگذار این جشنواره تیمور بکمامبتوف کارگردان، تهیه‌کننده، فیلم‌نامه‌نویس و نویسنده قزاقی‌تبار اهل کشور روسیه است. جشنواره آستانه که از سال ۲۰۲۰ نورسلطان خوانده می‌شود عمدتاً رویدادی است که فیلم‌سازهای جوان و کارگردان فیلم اولی در آن حضور دارند.
جشنواره ستاره‌های شکن یا جشنواره بین‌المللی فیلم ستاره‌های شکن (Shaken's Stars International Film Festival) از سال ۲۰۰۳ در آلماتی برگزار می‌شود. این جشنواره به افتخار بازیگر و کارگردان قزاقستانی شکن آیمانوف، پدر سینمای این کشور پایه‌گذاری شده‌است.
جشنواره بین‌المللی فیلم اوراسیا (Eurasia International Film Festival) از جشنواره‌های بسیار مهم سینمای آسیای مرکزی و سینمای آسیای غربی است. این جشنواره که از سال ۱۹۹۸ و در آستانه آغاز به کار کرد بعد از وقفه چند ساله دوباره از سال ۲۰۰۵ ادامه کار داد و هم اینک محل برگزاری آن شهر آلماتی است. وزارت فرهنگ و ورزش قزاقستان بیش از ۱۰ سال است که متولی برگزاری جشنواره فیلم اوراسیا می‌باشد.

## آمار و ارقام
در حال حاضر در قزاقستان ۲۱۳ سالن سینمای فعال و مدرن وجود دارد. تولید سرانه فیلم در این کشور سالیانه ۱۲ تا ۱۵ فیلم بلند و جمعیت سینماروی قزاقستان نزدیک به ۱۱ میلیون برآورد شده‌است.